# Małgorzata Zaleska
Małgorzata Zaleska (ur. 30 października 1969 w Warszawie) – polska ekonomistka, profesor nauk ekonomicznych, profesor zwyczajny Szkoły Głównej Handlowej w Warszawie, w latach 2009–2015 członek Zarządu Narodowego Banku Polskiego, w latach 2016–2017 prezes zarządu Giełdy Papierów Wartościowych w Warszawie.

## Życiorys
Absolwentka Szkoły Głównej Handlowej (1993), kształciła się również w Japonii, odbyła podyplomowe studium administracji na Wydziale Prawa i Administracji Uniwersytetu Warszawskiego. Doktoryzowała się w 1997 na macierzystej uczelni na podstawie pracy zatytułowanej Ryzyko kredytowe – regulacje ostrożnościowe. Stopień doktora habilitowanego nauk ekonomicznych w zakresie ekonomii ze specjalnością bankowość uzyskała również w SGH w 2000 w oparciu o rozprawę pt. Wpływ wybranych regulacji zewnętrznych na działalność polskich banków. 18 października 2004 otrzymała tytuł profesora nauk ekonomicznych. W pracy naukowej specjalizuje się w zagadnieniach dotyczących analizy finansowej, bankowości i finansów. Jako nauczyciel akademicki związana ze Szkołą Główną Handlową, gdzie doszła do stanowiska profesora zwyczajnego w Instytucie Bankowości, a w 2015 objęła stanowisko dyrektora tego instytutu. Wykładała również w Wyższej Szkole Ekonomii i Administracji im. prof. Edwarda Lipińskiego w Kielcach. W 2000 została kierownikiem Podyplomowego Studium dla Analityków Bankowych, a w 2002 kierownikiem Zakładu Regulacji Instytucjonalnych i Analiz Bankowych w Katedrze Bankowości SGH.
W 2007 weszła w skład prezydium Komitetu Nauk o Finansach Polskiej Akademii Nauk, w 2011 została jego wiceprzewodniczącą, a w 2015 przewodniczącą. W 2008 objęła stanowisko redaktor naczelnej czasopisma „Finanse”, została też członkinią rady programowej „Gazety Bankowej”. W latach 2012–2016 była członkinią Centralnej Komisji do Spraw Stopni i Tytułów w dyscyplinie finanse.
Autorka około 250 pozycji naukowych i popularnonaukowych, przede wszystkim dotyczących sieci bezpieczeństwa rynków finansowych, organizacji i regulacji nadzoru nad rynkiem bankowym oraz systemu gwarantowania depozytów, jak również identyfikacji ryzyka upadłości banków.
W latach 1998–2003 była doradcą prezesa Bankowego Funduszu Gwarancyjnego, a od 2000 do 2002 członkinią rady Giełdy Papierów Wartościowych w Warszawie. W latach 2005–2006 była ekspertem ministra edukacji narodowej i sportu. W latach 2007–2009 pełniła funkcję prezesa Bankowego Funduszu Gwarancyjnego, a w latach 2008–2009 także członka zarządu International Association of Deposit Insurers (IADI) oraz przewodniczącej grupy badawczej European Forum of Deposit Insurers (EFDI). 3 sierpnia 2009 powołana przez prezydenta Lecha Kaczyńskiego na stanowisko członka Zarządu Narodowego Banku Polskiego. Jej sześcioletnia kadencja upłynęła w 2015.
12 stycznia 2016 została powołana na stanowisko prezesa zarządu Giełdy Papierów Wartościowych w Warszawie, zastępując na tym stanowisku Pawła Tamborskiego. W tym samym roku została także powołana na przewodniczącą rady nadzorczej KDPW. 4 stycznia 2017 odwołana przez walne zgromadzenie akcjonariuszy z funkcji prezesa zarządu GPW. Zakończyła urzędowanie 14 marca 2017.
W 2019 została członkiem korespondentem Polskiej Akademii Nauk.